# Jana Mattuschová
Jana Mattuschová, rozená Klánová (7. září 1906 Kolín – 28. května 2000) byla česká úřednice, žurnalistka a spisovatelka, prvorepubliková aktivistka za práva homosexuálních osob. Působila v redakci Hlasu, publikovala pod autorskými šiframi a pseudonymy, zejména Eduard Weingart.

## Život
Narodila se v Kolíně, rodina se však již v roce 1913 přestěhovala do Prahy. V letech 1917–1925 studovala na dívčím reálném gymnáziu Krásnohorská a poté čtyři semestry na Právnické fakultě Univerzity Karlovy.
V roce 1927 se Jana Klánová provdala, ale po 6 letech bylo manželství rozloučeno.
Dvouleté studium na Svobodné škole politických nauk v Praze ukončila jako první žena v roce 1930. V roce 1928 nastoupila na úřednické místo v Ústřední sociální pojišťovně.
Podruhé se provdala v roce 1937 a přijala příjmení Tuhá. I toto manželství však bylo nejpozději do 9 let rozvedeno. V březnu 1944 byla zatčena a uvězněna v Terezíně, poté v Lipsku a Drážďanech, kde zůstala až do 7. května 1945.
Zemřela 28. května 2000.

## Dílo

### Časopisecké práce
Od jara 1931 se podílela na vydávání časopisu Hlas sexuální menšiny a později i na jeho následujícím periodiku Nový hlas. Tam psala beletristické a poetické texty pod pseudonymem Eduard Weingart a jiné, zejména mobilizační a aktivizační příspěvky pod šifrou -sigma. Povídky psala také pod pseudonymem L. Řehořová. Výrazně přispěla k tomu, že časopis nezanikl a pokračoval pod titulem Nový hlas.
Jana Mattuschová byla nejdéle žijící autorkou z autorského okruhu Hlasu a jedinou osobou z českého meziválečného hnutí sexuálních menšin, která měla možnost sledovat po delší čas vývoj novodobého emancipačního hnutí po sametové revoluci.

### Knižní vydání
Pod pseudonymem Eduard Weingart publikovala svůj první román Město mužů, jenž v roce 1931 vydal pražský nakladatel Karel Šťastný v nákladu 800 výtisků. Nejspíš ještě téhož roku napsala román Přátelství, který vycházel jako románová příloha Hlasu, knižně však vydán nebyl.